# BAFTA (премия, 1967)
20-я церемония вручения наград премии BAFTA

Лондон, Англия
Лучший фильм: 

Кто боится Вирджинии Вулф? 

Who’s Afraid of Virginia Woolf?
Лучший британский фильм: 

Шпион, пришедший с холода 

The Spy Who Came in from the Cold
< 19-я Церемонии вручения 21-я >
20-я церемония вручения наград премии BAFTA за заслуги в области кинематографа за 1966 год состоялась в Лондоне в 1967 году.
В категории «Лучший фильм» были представлены две картины из Великобритании («Морган: Подходящий клинический случай», «Шпион, пришедший с холода»), одна из США («Кто боится Вирджинии Вулф?») и одна совместного итало-американского производства («Доктор Живаго»). В этом году впервые была вручена награда за лучший монтаж для британского фильма. С 1969 года номинация носит название «Премия BAFTA за лучший монтаж».
Ниже приведён полный список победителей и номинантов премии с указанием имён режиссёров, актёров, сценаристов, кинооператоров, художников по костюмам, декораторов и монтажёров, а также оригинальных и русскоязычных названий фильмов. Названия фильмов и имена кинодеятелей, победивших в соответствующей категории, выделены жирным шрифтом и отдельным цветом.
| Фильмы                                                                                         |                                           |                                                                         |                                                   |
| Категория                                                                                      | Фильм — русскоязычное название            | Фильм — оригинальное название                                           | Режиссёр                                          |
| Лучший фильм                                                                                   | • «Кто боится Вирджинии Вулф?»            | Who’s Afraid of Virginia Woolf?                                         | Майк Николс                                       |
| Лучший фильм                                                                                   | • «Доктор Живаго»                         | Doctor Zhivago                                                          | Дэвид Лин                                         |
| Лучший фильм                                                                                   | • «Морган: Подходящий случай для терапии» | Morgan — A Suitable Case for Treatment                                  | Карел Рейш                                        |
| Лучший фильм                                                                                   | • «Шпион, пришедший с холода»             | The Spy Who Came in from the Cold                                       | Мартин Ритт                                       |
| Лучший британский фильм                                                                        | • «Шпион, пришедший с холода»             | The Spy Who Came in from the Cold                                       | Мартин Ритт                                       |
| Лучший британский фильм                                                                        | • «Девушка Джорджи»                       | Georgy Girl                                                             | Сильвио Нариззано                                 |
| Лучший британский фильм                                                                        | • «Морган: Подходящий случай для терапии» | Morgan — A Suitable Case for Treatment                                  | Карел Рейш                                        |
| Лучший британский фильм                                                                        | • «Элфи»                                  | Alfie                                                                   | Льюис Гилберт                                     |
| Лучший короткометражный фильм                                                                  | • «Военная игра»                          | The War Game                                                            | Питер Уоткинс                                     |
| Лучший короткометражный фильм                                                                  | • «Река должна жить»                      | The River Must Live                                                     | Алан Пендри                                       |
| Лучший короткометражный фильм                                                                  | • «Внезапное лето»                        | Sudden Summer                                                           | Ричард Тейлор                                     |
| Лучший короткометражный фильм                                                                  | • «Черепаха и заяц»                       | The Tortoise and the Hare                                               | Хью Хадсон                                        |
| Лучший специализированный фильм                                                                | • «Изучение химии: Подход Наффилда»       | Exploring Chemistry: The Nuffield Approach to the Teaching of Chemistry | Роберт Паркер                                     |
| Лучший специализированный фильм                                                                | • «Визуальная помощь»                     | Visual Aids                                                             | Ричард Нидс                                       |
| Лучший специализированный фильм                                                                | • —                                       | The Radio Sky                                                           | Майкл Кросфилд                                    |
| Награда объединённых наций United Nations Award                                                | • «Военная игра»                          | The War Game                                                            | Питер Уоткинс                                     |
| Награда объединённых наций United Nations Award                                                | • «Ростовщик»                             | The Pawnbroker                                                          | Сидни Люмет                                       |
| Награда объединённых наций United Nations Award                                                | • «Русские идут! Русские идут!»           | The Russians Are Coming! The Russians Are Coming!                       | Норман Джуисон                                    |
| Награда объединённых наций United Nations Award                                                | • —                                       | Vietnam — People and War                                                | Джо Менелл                                        |
| Награда имени Роберта Флаэрти за лучший документальный фильм Robert Flaherty Documentary Award | • —                                       | Goal! The World Cup                                                     | Абидин Дино, Росс Девениш                         |
| Награда имени Роберта Флаэрти за лучший документальный фильм Robert Flaherty Documentary Award | • —                                       | Buster Keaton Rides Again                                               | Джон Споттон                                      |
| Награда имени Роберта Флаэрти за лучший документальный фильм Robert Flaherty Documentary Award | • —                                       | I’m Going to Ask You to Get out of Your Seat                            | Ричард Каустон                                    |
| Награда имени Роберта Флаэрти за лучший документальный фильм Robert Flaherty Documentary Award | • —                                       | Matador                                                                 | Кевин Биллингтон                                  |
| Актёрские работы                                                                               |                                           |                                                                         |                                                   |
| Категория                                                                                      | Имя                                       | Фильм — русскоязычное название                                          | Фильм — оригинальное название                     |
| Лучший британский актёр                                                                        | • Ричард Бёртон                           | «Кто боится Вирджинии Вулф?»                                            | Who’s Afraid of Virginia Woolf?                   |
| Лучший британский актёр                                                                        | • Ричард Бёртон                           | «Шпион, пришедший с холода»                                             | The Spy Who Came in from the Cold                 |
| Лучший британский актёр                                                                        | • Майкл Кейн                              | «Элфи»                                                                  | Alfie                                             |
| Лучший британский актёр                                                                        | • Ральф Ричардсон                         | «Доктор Живаго»                                                         | Doctor Zhivago                                    |
| Лучший британский актёр                                                                        | • Ральф Ричардсон                         | «Другой ящик»                                                           | The Wrong Box                                     |
| Лучший британский актёр                                                                        | • Ральф Ричардсон                         | «Хартум»                                                                | Khartoum                                          |
| Лучший британский актёр                                                                        | • Дэвид Уорнер                            | «Морган: Подходящий случай для терапии»                                 | Morgan — A Suitable Case for Treatment            |
| Лучший иностранный актёр                                                                       | • Род Стайгер                             | «Ростовщик»                                                             | The Pawnbroker                                    |
| Лучший иностранный актёр                                                                       | • Жан-Поль Бельмондо                      | «Безумный Пьеро»                                                        | Pierrot le fou                                    |
| Лучший иностранный актёр                                                                       | • Оскар Вернер                            | «Шпион, пришедший с холода»                                             | The Spy Who Came in from the Cold                 |
| Лучший иностранный актёр                                                                       | • Сидни Пуатье                            | «Клочок синевы»                                                         | A Patch of Blue                                   |
| Лучшая британская актриса                                                                      | • Элизабет Тейлор                         | «Кто боится Вирджинии Вулф?»                                            | Who’s Afraid of Virginia Woolf?                   |
| Лучшая британская актриса                                                                      | • Ванесса Редгрейв                        | «Морган: Подходящий случай для терапии»                                 | Morgan — A Suitable Case for Treatment            |
| Лучшая британская актриса                                                                      | • Линн Редгрейв                           | «Девушка Джорджи»                                                       | Georgy Girl                                       |
| Лучшая британская актриса                                                                      | • Джули Кристи                            | «Доктор Живаго»                                                         | Doctor Zhivago                                    |
| Лучшая британская актриса                                                                      | • Джули Кристи                            | «451 градус по Фаренгейту»                                              | Fahrenheit 451                                    |
| Лучшая иностранная актриса                                                                     | • Жанна Моро                              | «Вива, Мария!»                                                          | Viva Maria!                                       |
| Лучшая иностранная актриса                                                                     | • Брижит Бардо                            | «Вива, Мария!»                                                          | Viva Maria!                                       |
| Лучшая иностранная актриса                                                                     | • Джоан Хакетт                            | «Группа»                                                                | The Group                                         |
| Самый многообещающий новичок                                                                   | • Вивьен Мерчант                          | «Элфи»                                                                  | Alfie                                             |
| Самый многообещающий новичок                                                                   | • Алан Аркин                              | «Русские идут! Русские идут!»                                           | The Russians Are Coming! The Russians Are Coming! |
| Самый многообещающий новичок                                                                   | • Джереми Кемп                            | «Голубой Макс»                                                          | The Blue Max                                      |
| Самый многообещающий новичок                                                                   | • Фрэнк Финлей                            | «Отелло»                                                                | Othello                                           |
| Другие категории                                                                               |                                           |                                                                         |                                                   |
| Категория                                                                                      | Имя                                       | Фильм — русскоязычное название                                          | Фильм — оригинальное название                     |
| Лучший сценарий для британского фильма                                                         | • Дэвид Мерсер                            | «Морган: Подходящий случай для терапии»                                 | Morgan — A Suitable Case for Treatment            |
| Лучший сценарий для британского фильма                                                         | • Билл Нафтон                             | «Элфи»                                                                  | Alfie                                             |
| Лучший сценарий для британского фильма                                                         | • Гарольд Пинтер                          | «Меморандум Квиллера»                                                   | The Quiller Memorandum                            |
| Лучший сценарий для британского фильма                                                         | • Кевин Браунлоу, Эндрю Молло             | «Это случилось здесь»                                                   | It Happened Here                                  |
| Лучшая работа кинооператора для британского фильма (Чёрно-белый фильм)                         | • Освальд Моррис                          | «Шпион, пришедший с холода»                                             | The Spy Who Came in from the Cold                 |
| Лучшая работа кинооператора для британского фильма (Чёрно-белый фильм)                         | • Гилберт Тейлор                          | «Тупик»                                                                 | Cul-de-Sac                                        |
| Лучшая работа кинооператора для британского фильма (Чёрно-белый фильм)                         | • Кеннет Хиггинс                          | «Девушка Джорджи»                                                       | Georgy Girl                                       |
| Лучшая работа кинооператора для британского фильма (Чёрно-белый фильм)                         | • Денис Н. Куп                            | «Банни Лейк исчезает»                                                   | Bunny Lake Is Missing                             |
| Лучшая работа кинооператора для британского фильма (Цветной фильм)                             | • Кристофер Чаллис                        | «Арабеска»                                                              | Arabesque                                         |
| Лучшая работа кинооператора для британского фильма (Цветной фильм)                             | • Отто Хеллер                             | «Элфи»                                                                  | Alfie                                             |
| Лучшая работа кинооператора для британского фильма (Цветной фильм)                             | • Дуглас Слокомб                          | «Голубой Макс»                                                          | The Blue Max                                      |
| Лучшая работа кинооператора для британского фильма (Цветной фильм)                             | • Джек Хилдьярд                           | «Модести Блейз»                                                         | Modesty Blaise                                    |
| Лучший дизайн костюмов для британского фильма (Цветной фильм)                                  | • Джули Харрис                            | «Другой ящик»                                                           | The Wrong Box                                     |
| Лучший дизайн костюмов для британского фильма (Цветной фильм)                                  | • Кристиан Диор                           | «Арабеска»                                                              | Arabesque                                         |
| Лучший дизайн костюмов для британского фильма (Цветной фильм)                                  | • Джон Фёрнисс                            | «Голубой Макс»                                                          | The Blue Max                                      |
| Лучший дизайн костюмов для британского фильма (Цветной фильм)                                  | • Николас Георгидис                       | «Ромео и Джульетта»                                                     | Romeo and Juliet                                  |
| Лучшая работа художника-постановщика для британского фильма (Чёрно-белый фильм)                | • Тамби Ларсен                            | «Шпион, пришедший с холода»                                             | The Spy Who Came in from the Cold                 |
| Лучшая работа художника-постановщика для британского фильма (Чёрно-белый фильм)                | • Тони Вулард                             | «Девушка Джорджи»                                                       | Georgy Girl                                       |
| Лучшая работа художника-постановщика для британского фильма (Чёрно-белый фильм)                | • Дональд М. Эштон                        | «Банни Лейк исчезает»                                                   | Bunny Lake Is Missing                             |
| Лучшая работа художника-постановщика для британского фильма (Чёрно-белый фильм)                | • Эдвард Маршалл                          | «Роскошная жизнь»                                                       | Life at the Top                                   |
| Лучшая работа художника-постановщика для британского фильма (Цветной фильм)                    | • Уилфред Шинглтон                        | «Голубой Макс»                                                          | The Blue Max                                      |
| Лучшая работа художника-постановщика для британского фильма (Цветной фильм)                    | • Рэй Симм                                | «Другой ящик»                                                           | The Wrong Box                                     |
| Лучшая работа художника-постановщика для британского фильма (Цветной фильм)                    | • Морис Картер                            | «Меморандум Квиллера»                                                   | The Quiller Memorandum                            |
| Лучшая работа художника-постановщика для британского фильма (Цветной фильм)                    | • Джон Хауэлл                             | «Хартум»                                                                | Khartoum                                          |
| Лучший монтаж для британского фильма                                                           | • Том Пристли                             | «Морган: Подходящий случай для терапии»                                 | Morgan — A Suitable Case for Treatment            |
| Лучший монтаж для британского фильма                                                           | • Фредди Уилсон                           | «Арабеска»                                                              | Arabesque                                         |
| Лучший монтаж для британского фильма                                                           | • Фредди Уилсон                           | «Меморандум Квиллера»                                                   | The Quiller Memorandum                            |
| Лучший монтаж для британского фильма                                                           | • Тельма Коннелл                          | «Элфи»                                                                  | Alfie                                             |